# 山之内優貴
山之内 優貴（やまのうち ゆうき、1994年9月18日 - ） は、鹿児島県出身の元プロサッカー選手。現役時代のポジションはミッドフィールダー。

## 来歴
鹿児島実業高校3年次には、ナイキのスカウトプロジェクト「THE CHANCE」で第2次選考（26人）まで残った経歴を持つ。
その後はJ1・J2各クラブの練習に参加していたが、2013年にギラヴァンツ北九州に入団。
2015年4月から東海リーグ1部のFC鈴鹿ランポーレに期限付き移籍。シーズン終了後に北九州を契約満了になり、同年12月28日に大分トリニータへの加入が発表された。
2017年からアルビレックス新潟シンガポールに完全移籍により加入した。2018年1月1日に現役引退を自身ツイッターより発表した。

## 所属クラブ
- 八幡南SC
- アミーゴス鹿児島Uー15
- 鹿児島実業高等学校
- 2013年 - 2015年  ギラヴァンツ北九州
  - 2015年4月 - 同年12月  FC鈴鹿ランポーレ（期限付き移籍）
- 2016年  大分トリニータ
- 2017年  アルビレックス新潟シンガポール

## 個人成績
| 国内大会個人成績 | 国内大会個人成績 | 国内大会個人成績 | 国内大会個人成績 | 国内大会個人成績 | 国内大会個人成績 | 国内大会個人成績 | 国内大会個人成績 | 国内大会個人成績 | 国内大会個人成績 | 国内大会個人成績 | 国内大会個人成績 |
| 年度             | クラブ           | 背番号           | リーグ           | リーグ戦         | リーグ戦         | リーグ杯         | リーグ杯         | オープン杯       | オープン杯       | 期間通算         | 期間通算         |
| 年度             | クラブ           | 背番号           | リーグ           | 出場             | 得点             | 出場             | 得点             | 出場             | 得点             | 出場             | 得点             |
| 日本             | 日本             | 日本             | 日本             | リーグ戦         | リーグ戦         | リーグ杯         | リーグ杯         | 天皇杯           | 天皇杯           | 期間通算         | 期間通算         |
| ---------------- | ---------------- | ---------------- | ---------------- | ---------------- | ---------------- | ---------------- | ---------------- | ---------------- | ---------------- | ---------------- | ---------------- |
| 2013             | 北九州           | 26               | J2               | 1                | 0                | -                | -                | 0                | 0                | 1                | 0                |
| 2014             | 北九州           | 26               | J2               | 1                | 0                | -                | -                | 0                | 0                | 1                | 0                |
| 2015             | 北九州           | 22               | J2               | 0                | 0                | -                | -                | -                | -                |                  |                  |
| 2015             | 鈴鹿             | 23               | 東海1部          | 14               | 2                | -                | -                | -                | -                | 14               | 2                |
| 2016             | 大分             | 23               | J3               | 1                | 0                | -                | -                | 0                | 0                | 1                | 0                |
| シンガポール     | シンガポール     | シンガポール     | シンガポール     | リーグ戦         | リーグ戦         | リーグ杯         | リーグ杯         | シンガポール杯   | シンガポール杯   | 期間通算         | 期間通算         |
| 2017             | 新潟S            | 4                | Sリーグ          | 9                | 0                | 1                | 0                | 2                | 0                | 12               | 0                |
| 通算             | 日本             | 日本             | J2               | 2                | 0                | -                | -                | 0                | 0                | 2                | 0                |
| 通算             | 日本             | 日本             | J3               | 1                | 0                | -                | -                | 0                | 0                | 1                | 0                |
| 通算             | 日本             | 日本             | 東海1部          | 14               | 2                | -                | -                | -                | -                | 14               | 2                |
| 通算             | シンガポール     | シンガポール     | Sリーグ          | 9                | 0                | 1                | 0                | 2                | 0                | 12               | 0                |
| 総通算           | 総通算           | 総通算           | 総通算           | 26               | 2                | 1                | 0                | 2                | 0                | 29               | 2                |

- Jリーグ初出場 - 2013年11月24日 J2第42節 コンサドーレ札幌戦（札幌ドーム）

## タイトル

### クラブ
大分トリニータ
- J3リーグ（2016年）